# Nicolas Van De Walle
Nicolas Van De Walle (Luik, ?) is een Belgisch stripauteur. 

## Carrière
Van De Walle studeerde natuurkunde aan het Saint Luc in Brussel.
In 2006 tekende Van De Walle in de educatieve reeks De reizen van Tristan het album Carcassonne. In 2011 volgde in dezelfde reeks het album Brussel, dat hij ook inkleurde.
In 2007 schreef en tekende Van De Walle het erotische Captives de l'île aux pirates. In 2008 was hij een van de tekenaars van het eveneens erotische album Salon de l'érotisme.
In 2008 verzorgde Van De Walle de inkleuring van Mesrine getekend door Lounis Chabane.
Vanaf 2018 schrijft en tekent Van De Walle aan zijn humoristische reeks Adelin et Irina, waarin hij vertelt over de avonturen van de bard Adelin die in het rijk van de Amazones belandt waar hij de prinses Irina leert kennen.